# Cofradía Santa Cruz de Camotlán
Cofradía Santa Cruz de Camotlán är en ort i Mexiko.   Den ligger i kommunen San Sebastián del Oeste och delstaten Jalisco, i den centrala delen av landet, 600 km väster om huvudstaden Mexico City. Cofradía Santa Cruz de Camotlán ligger 454 meter över havet och antalet invånare är 199.
Terrängen runt Cofradía Santa Cruz de Camotlán är kuperad åt sydväst, men åt nordost är den bergig. Cofradía Santa Cruz de Camotlán ligger nere i en dal. Runt Cofradía Santa Cruz de Camotlán är det mycket glesbefolkat, med 6 invånare per kvadratkilometer. Närmaste större samhälle är Cuastecomate, 16,9 km nordväst om Cofradía Santa Cruz de Camotlán. I omgivningarna runt Cofradía Santa Cruz de Camotlán växer huvudsakligen savannskog.